# 406
El 406 (CDVI) fou un any comú començat en dilluns del calendari julià.

## Esdeveniments
- El Rin es congela i hordes de tribus com vàndals, sueus, alans i burgundis el travessen sense trobar gaire resistència.
- Creació de l'alfabet armeni.

## Naixements
- Àtila, rei dels huns.